# Nation River
Nation River är ett vattendrag i Kanada och USA. Källorna ligger i Yukon i Kanada och mynningen ligger i Alaska i USA.
Trakten runt Nation River är nära nog obefolkad, med mindre än två invånare per kvadratkilometer.